# Napoleon Karel Bonaparte

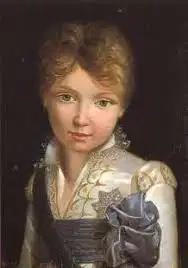
Napoleon Karel

Napoleon Karel Bonaparte (Frans: Napoléon Charles Bonaparte) (Parijs, 10 oktober 1802 - Den Haag, 4 mei 1807) was de oudste zoon van koning Lodewijk Napoleon van Holland en zijn vrouw Hortense de Beauharnais.
Als eerste neef van Napoleon I was Karel vooralsnog diens beoogde opvolger. Lodewijk verzette zich tegen 's keizers wens tot adoptie, enerzijds omdat hij het kind zelf wilde opvoeden, anderzijds omdat een adoptie het (onjuiste) verhaal zou bevestigen dat Napoleon Karels echte vader was. De keizer bood Karel begin 1805 in ruil voor adoptie de troon van Italië aan. Lodewijk weigerde, maar Napoleon benoemde Karel in 1805 in een proclamatie wel tot opvolger. Mocht Karel bij zijn troonsbestijging nog minderjarig zijn, dan zouden Lodewijk en zijn oom Jozef als regent optreden.
Karel stierf in de nacht van 4 op 5 mei 1807 na een ziekbed van enkele dagen aan de kroep. Hij werd begraven te Saint-Leu-la-Forêt. Zijn dood schokte zijn ouders zeer en betekende een periode van toenadering tussen de twee van elkaar vervreemde echtgenoten.
- Nederlandse Thesaurus van Auteursnamen: 13914191X
- Système universitaire de documentation: 243691203
- Virtual International Authority File: 286943852